# (42775) Bianchini
(42775) Bianchini (1998 UO23) – planetoida z grupy pasa głównego asteroid okrążająca Słońce w ciągu 5,56 lat w średniej odległości 3,14 j.a. Odkryta 26 października 1998 roku.